# Прип'ятські болота
51°48′55″ пн. ш. 24°57′10″ сх. д. / 51.81528° пн. ш. 24.95278° сх. д.

Болота на березі Прип'яті

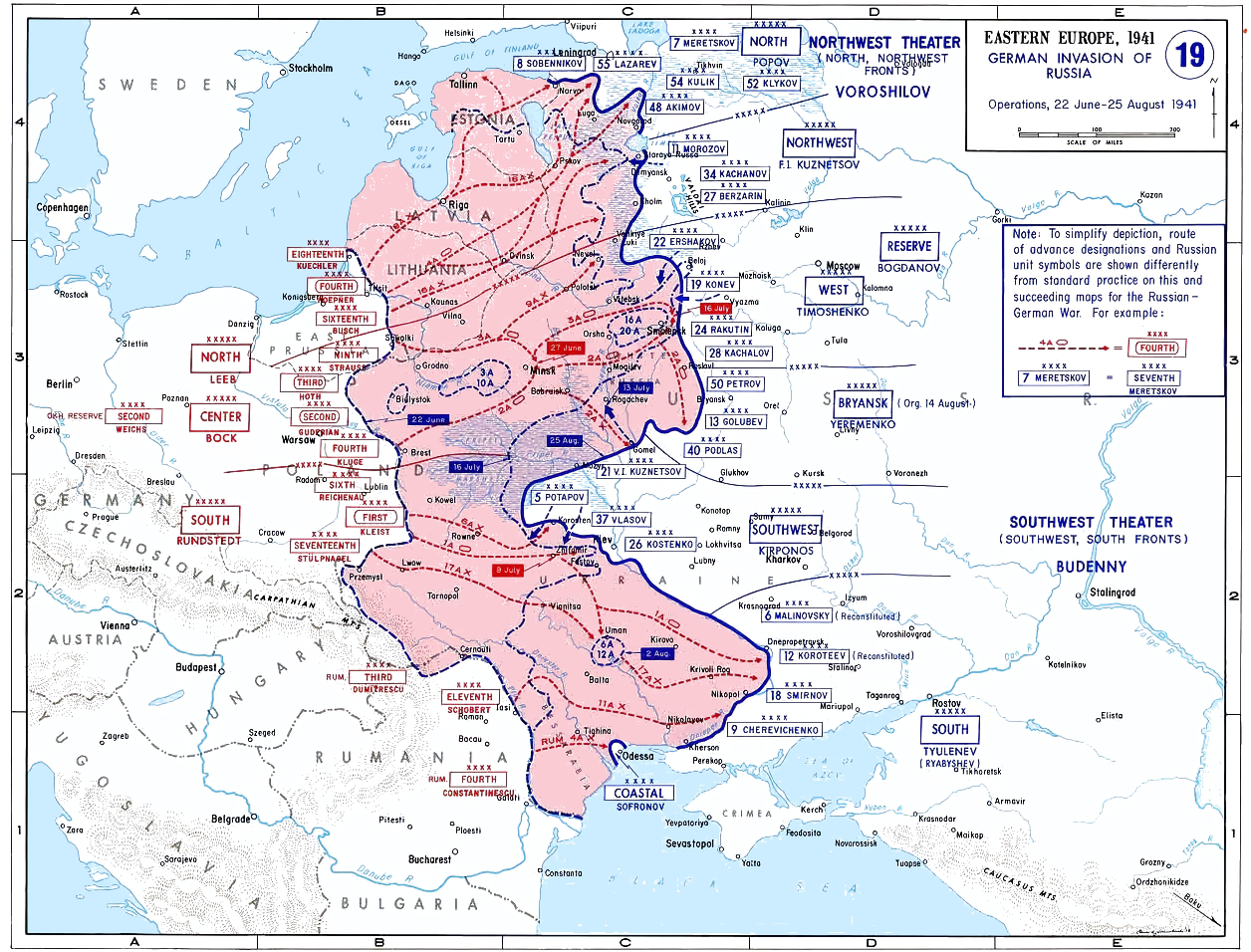
Липень-вересень 1941 року.

При́п'ятські болота́ (біл. Прыпяцкія балоты), інші назви — Поліські болота (біл. Палескія балоты) та Пінські болота (біл. Пінскія балоты) — болота в заплаві річки Прип'яті. Розташовані на півночі України та півдні Білорусі вздовж річки Прип'яті та її приток. З білоруського — від Берестя до Лунинця. Серед найбільших боліт — Хольча, Морочне, болото Дедкова, Городищенське болото, Дубники, Домашніци, Черневський-Леднежево.
Площа боліт близько 98 419,5 кв. км. У російській дореволюційній літературі Пінські болота іноді називалися Прип'ятським Поліссям. Пінські болота занесено в міжнародний список Рамсарської конвенції про захист водно-болотних угідь.

## Історія
Бл. 1643 р. дослідженнями поліських боліт займався Даніель Цвікер. Наприкінці 19 століття (а саме в 1874) були спроби осушувати Прип'ятські болота. До 1889 загальний протяг каналів досяг 2827 верст. 
Під час Другої світової німецьке командування при розробці операції «Барбаросса» змушене було враховувати Прип'ятські болота як природну перепону: група армій «Центр» наступала північніше боліт, а група армій «Південь» — південніше (див. карту).

## Географія
Прип'ятьські болота розташовані на Поліській низовині і займають велику частину півдня Білорусі (див. Болота Білорусі) та північний захід України. Долина боліт прорізана річками Прип'яттю і її притоками — Стир, Горинь, Уборть, Словечна з правого і Ясельда, Цна, Случ і Птич з лівого боку. 
Глибина торф'яного або рослинного шару доходить місцями до 6 метрів. Під ним залягає зазвичай кварцовий пісок, у нижніх шарах якого трапляються валуни північних гранітів. Піски, в свою чергу, залягають на глині. 

## Флора
Для Прип'ятських боліт характерне чергування відкритих осоково-очеретяних просторів з майже непрохідними чагарниковими заростями. Під час весняної повені болота майже повністю покриваються водою, тому місцеве населення змушене часто переправлятися через них на човнах.
На сухих «островах» є ділянки мішаних лісів.

## Заріччя
Найбільша ділянка Прип'ятських боліт, що лежить між ріками Ясельдою, Прип'яттю і Стиром, називається Заріччя. Ця ділянка перетинається безліччю річок, рукавів і проток, які то з'єднуються, то знову розділяються. Окремі піщані пагорби серед боліт, вкритих або очеретами і лозою, або представляють відкриті водні поверхні, зайняті невеликими селами, число яких доходить до 70-ти. При розливі річок, коли їхні води зливаються, Заріччя являє собою одне чимале озеро, серед якого на островах є розсіяні відокремлені один від одного населені пункти. Сухопутне сполучення між ними тоді звичайно припиняється на 2 місяці. Втім, в сухе літо багато боліт перетворюються в сінокоси і пасовища, тут прокладаються дороги, тож місцевість втрачає характер безумовної непрохідності, яким вона вирізняється в дощову пору.